# Burladingen
Burladingen ist eine Kleinstadt im Zollernalbkreis in Baden-Württemberg.

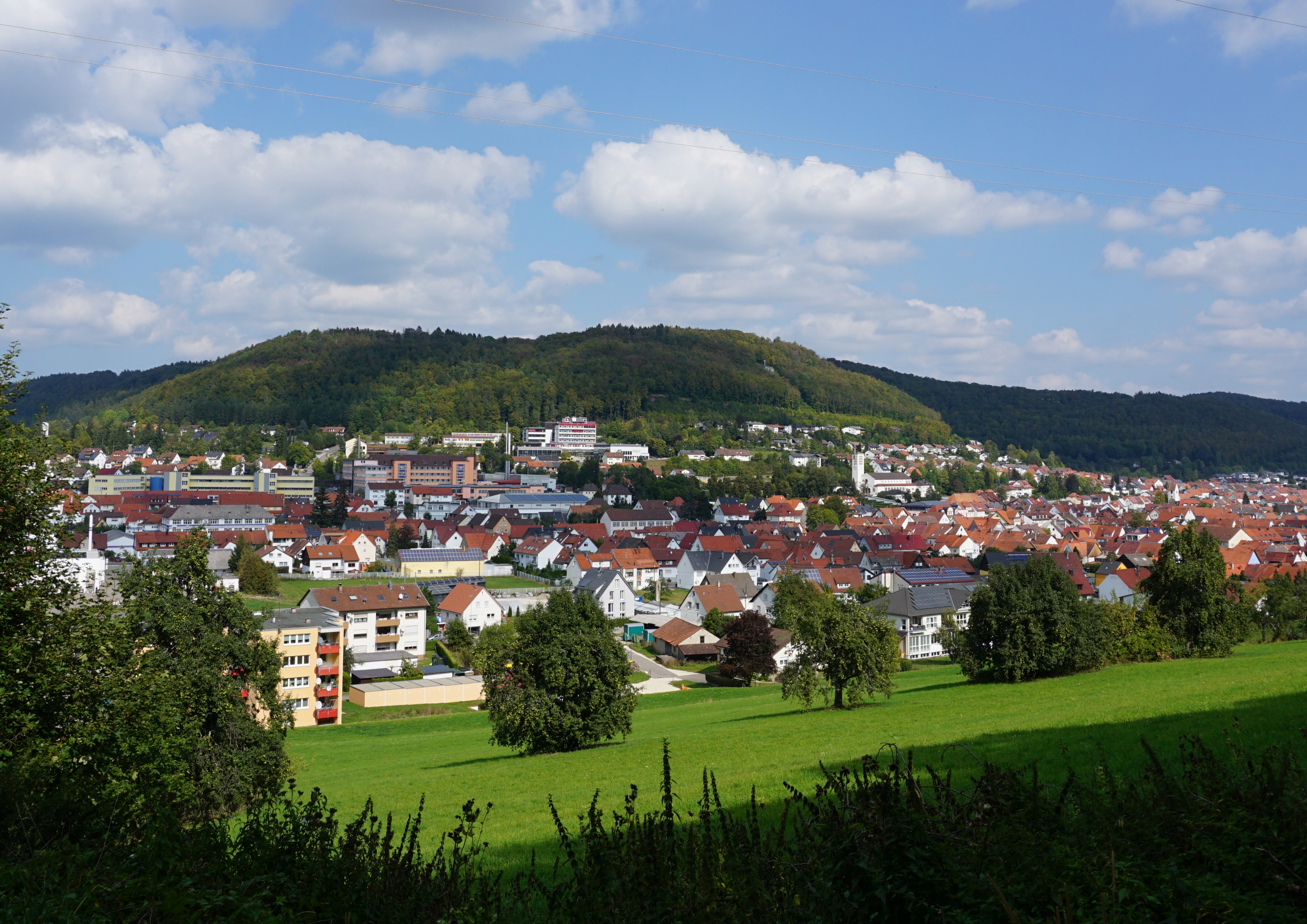
Burladingen

## Geographie

### Geographische Lage
Burladingen liegt auf 722 m ü. NN in einer Talspinne der Schwäbischen Alb, an der südlichen Grenze der Mittleren Schwäbischen Alb zur Hohen Schwabenalb.
Das Flüsschen Fehla entspringt in Burladingen und führt durch Gauselfingen in östliche Richtung hin zur Lauchert. Diese entspringt beim Stadtteil Melchingen und fließt durch Stetten unter Holstein und Hörschwag Richtung Donau. Unmittelbar westlich der Kernstadt liegt die Europäische Hauptwasserscheide, die im Killertal liegenden Ortsteile Hausen im Killertal, Starzeln und Killer liegen an der zum Neckar fließenden Starzel.

### Stadtgliederung
Die Stadt Burladingen besteht aus den zehn Stadtteilen Burladingen, Gauselfingen, Hausen im Killertal, Hörschwag, Killer, Melchingen, Ringingen, Salmendingen, Starzeln und Stetten unter Holstein, die räumlich mit den früheren Gemeinden gleichen Namens identisch sind. Ihre offizielle Benennung erfolgt in der Form „Burladingen-…“.
Die Kernstadt ohne die Ortsteile hat 5514 Einwohner (Stand 31. Dezember 2024).
Der Gemeinderat wird nach dem System der Unechten Teilortswahl gewählt, dementsprechend ist das Gemeindegebiet in Wahlbezirke gegliedert, die mit den Stadtteilen identisch sind und entsprechend der baden-württembergischen Gemeindeordnung als Wohnbezirke bezeichnet werden. Mit Ausnahme des Stadtteils Burladingen sind in den Stadtteilen Ortschaften im Sinne der baden-württembergischen Gemeindeordnung mit jeweils eigenen Ortschaftsräten und Ortsvorstehern als deren Vorsitzende eingerichtet. In den Ortschaften befinden sich als Ortschaftsverwaltungen bezeichnete Geschäftsstellen des Bürgermeisteramtes.
Zum Stadtteil Burladingen gehören die Stadt Burladingen, der Weiler Hermannsdorf und die Höfe Berg, Küche, Mühle und Ziegelhütte.
Zum Stadtteil Hausen gehören das Dorf Hausen und die Häuser Untere Mühle und Zementsmühle.
Zum Stadtteil Ringingen gehören das Dorf Ringingen und das Haus Seemühle.
Zum Stadtteil Stetten das Dorf Stetten, das Haus Sägmühle und der Talhof.
Zu den Stadtteilen Gauselfingen, Hörschwag, Killer, Melchingen, Salmendingen und Starzeln gehören jeweils nur die gleichnamigen Dörfer.
Im Stadtgebiet von Burladingen liegen mehrere abgegangene, heute nicht mehr bestehende Ortschaften. Im Stadtteil Burladingen vermutlich unterhalb von Burladingen liegt die Wüstung Mayingen. Der Ort wurde 772 als „Megingen“ erstmals erwähnt und ist vermutlich im 15. Jahrhundert abgegangen. Im Stadtteil Ringingen vermutlich in der Nähe von Ringingen lag der Ort Buringen, der 772 („in Burichinger marca“), 773 („ecclisia …in pace …Burichingas“), 777 („in Buringen“) und vor 799 („Burchingen auf der Schär“) erwähnt wurde. Im Stadtteil Salmendingen lag das im 12. Jahrhundert als Adelssitz erwähnte „Horwe“, jedoch ist die Lokalisierung dieses Ortes nicht sicher. Im Stadtteil Starzeln etwa 800 m westlich des Ortes lag die Johanniterniederlassung Jungental, sie wurde im 18. Jahrhundert abgebrochen. Im Stadtteil Stetten lag die 772 als „Merioldingen“ erwähnte Ortschaft Mertingen. Noch im 15. Jahrhundert wird ein Hof Mertingen erwähnt, der möglicherweise ein Rest dieser Ortschaft war. Mertingen ist heute eine Flur Richtung Melchingen.

### Nachbargemeinden
Burladingen grenzt im Norden an Mössingen im Landkreis Tübingen und Sonnenbühl im Landkreis Reutlingen. Im Osten grenzt es an Trochtelfingen (ebenfalls Kreis Reutlingen) und im Südosten an Gammertingen und Neufra (beide Landkreis Sigmaringen). Im Süden grenzen die Gemeinde Bitz und im Westen die Gemeinden Albstadt, Jungingen und Hechingen an.

### Schutzgebiete

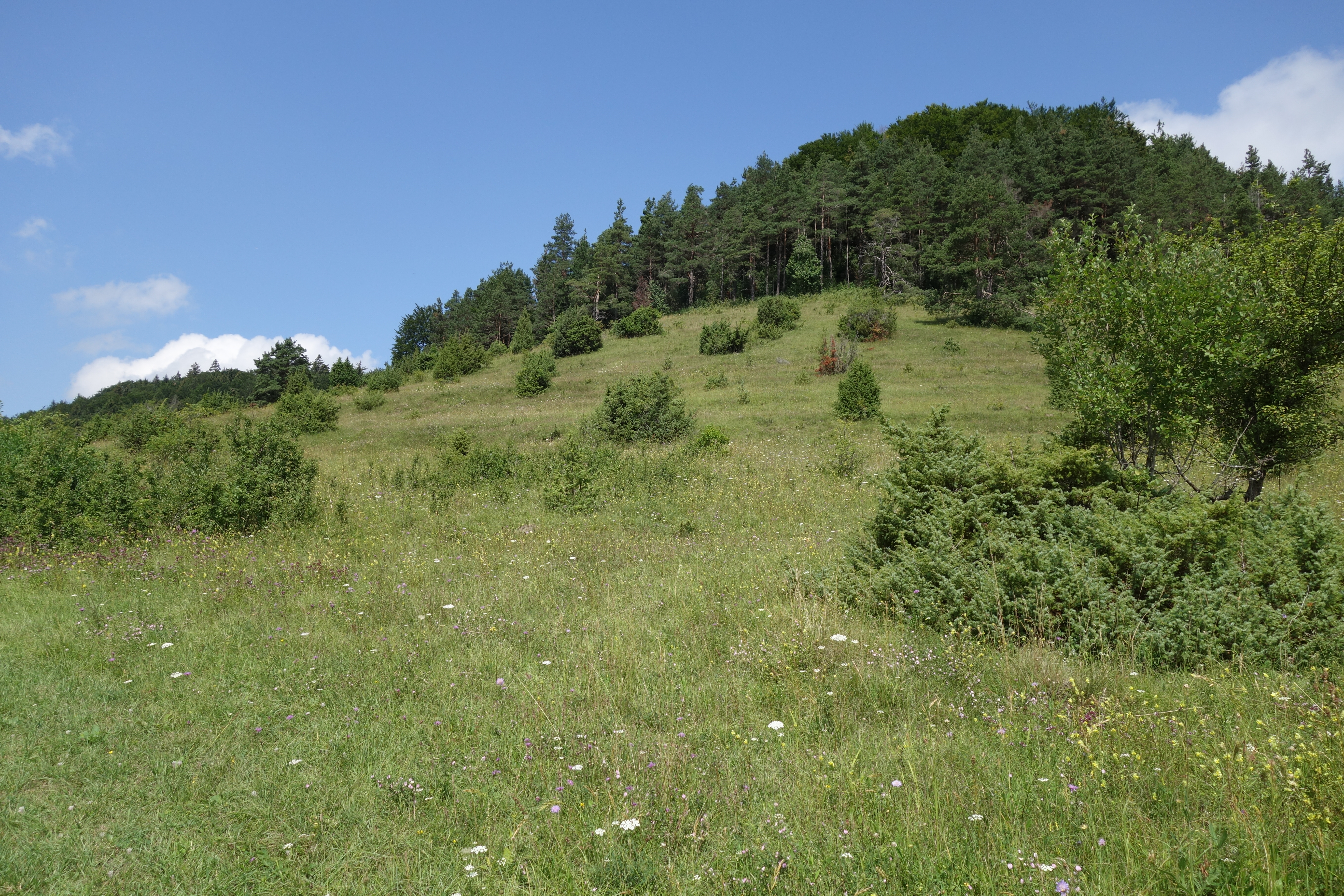
Wacholderheide im NSG Oberberg-Köpfle

Die Landschaft um Burladingen hat einen hohen naturschutzfachlichen Wert, was durch die Vielzahl von Schutzgebieten unterstrichen wird.
Mit den Gebieten Scharlenbachtal-Hofwald, Nähberg, Oberberg-Köpfle und Wacholderbusch liegen alleine im Killertal um Starzeln und Hausen vier Naturschutzgebiete. Mit den Gebieten Kornbühl, Bühlberge und Woogtal und Bei der Mühle befinden sich insgesamt sechs Naturschutzgebiete mit insgesamt 376 ha Fläche auf dem Stadtgebiet.
Der westliche Teil des Stadtgebiets mit dem Killertal und der Hochfläche westlich von Salmendingen gehört zum Landschaftsschutzgebiet Oberes Starzeltal und Zollerberg. Das Landschaftsschutzgebiet Laucherttal mit Nebentälern erstreckt sich von Melchingen bis Hörschwag.
Die Stadt hat zudem Anteil an den sechs FFH-Gebieten Reichenbach und Killertal zwischen Hechingen und Burladingen, Salmendingen/Sonnenbühl, Albtrauf zwischen Mössingen und Gönningen, Gebiete um Albstadt, Gebiete um das Laucherttal und Gebiete um Trochtelfingen sowie an den zwei Vogelschutzgebieten Südwestalb und Oberes Donautal und Mittlere Schwäbische Alb.

## Geschichte

### Frühzeit
Die Besiedlung der Gemarkung Burladingen begann spätestens in der Bronze- und Eisenzeit. Später war die Gegend von Kelten besiedelt.

### Römerzeit
Als die Römer die Donaugrenze der Provinz Raetien nach Norden verschoben, wurde um 80 n. Chr. im heutigen Gewann Kleineschle ein Kastell angelegt (siehe Kastell Burladingen). Nördlich dieses Lagers entwickelte sich eine römische Siedlung (Vicus). Diese Zivilsiedlung wurde in der Zeit der Alamannenstürme um das Jahr 260 aufgegeben.
Die ursprünglich als Grabungsschutzfläche ausgewiesene Siedlung wurde von der Stadtverwaltung Burladingen nach Verhandlungen mit dem Tübinger Regierungspräsidium im Frühjahr 2012 in ein Gewerbegebiet umgewandelt. Der Vicus wich damit einer westlichen Erweiterung des Gewerbegebiets Kleineschle.

### Mittelalter
Das alamannische Burladingen dürfte im 4. Jahrhundert östlich dieser vorher existierenden römischen Ansiedlung entstanden sein. Erstmals urkundlich erwähnt wurde der Ort als Burlaidingen im Jahre 772 im Lorscher Codex anlässlich einer Schenkung an das Kloster Lorsch.
Seit 1300 wechselte der Besitz mehrmals zwischen den Hohenzollern und den Württembergern. Ab 1473 war Burladingen endgültig im Besitz der Grafschaft Zollern-Hechingen, des späteren Fürstentums Hohenzollern-Hechingen. Das Marktrecht erhielt der Ort schon im 15. Jahrhundert.
1544 entstand das Amt Burladingen mit den Gemeinden Burladingen, Gauselfingen und Hörschwag.

### Neuzeit
Das Amt Burladingen wurde im Jahr 1849 im Zuge der Neuorganisation der Verwaltung nach der Inbesitznahme durch Preußen als Teil der Hohenzollernschen Lande dem Oberamt Hechingen einverleibt.
Während Hermannsdorf (mit dem Hofgut Küche) schon seit den 1930er-Jahren politisch zu Burladingen gehörte, kamen die übrigen Stadtteile erst im Zuge der Gebietsreform in Baden-Württemberg 1975 zur Gemeinde Burladingen.

### Stadterhebung 1978
Aufgrund seiner gewachsenen Bedeutung wurde Burladingen mit Wirkung zum 1. Juli 1978 durch den damaligen Ministerpräsidenten Hans Filbinger zur Stadt erhoben.

### Ehemalige Burgen
Im Gemeindegebiet von Burladingen befinden sich folgende Burgruinen und Burgreste: Burg Aufhofen, Burg Azilun, Burg Burladingen (Ortsburg bei der Georgskirche), Ruine Falken (Gottfriedfelsen), Frundsburg (Frundsbürgle, Eineck), Ruine Hasenfratz (Frazenhas), Burg Hohenburladingen (Hochwacht), Ruine Hohenmelchingen (Melchingen), Ruine Hohenringingen (Nährburg), Ruine Kapf, Ruine Leckstein (Lagstein), Ruine Ringelstein (Ringingen, Alisschlößle), Ruine Salmendingen, Burg Hölnstein, ferner die abgegangene Burg Killer.

### Eingemeindungen
Im Zuge der Gemeindegebietsreform in Baden-Württemberg wurden die folgenden bis dahin selbstständigen Gemeinden nach Burladingen eingemeindet:
- 1. Januar 1973: Melchingen, Hausen im Killertal, Killer, Salmendingen, Starzeln und Stetten unter Holstein[7]
- 1. Januar 1974: Gauselfingen und Ringingen[8]
- 1. Juli 1974: Hörschwag (1. Januar 1973 bis 30. Juni 1974 im Landkreis Reutlingen)[8]

Sämtliche Gemeinden gehörten vor dem 1. Januar 1973 zum Landkreis Hechingen.

## Politik

### Gemeinderat
In Burladingen wird der Gemeinderat nach dem Verfahren der unechten Teilortswahl gewählt. Dabei kann sich die Zahl der Gemeinderäte durch Überhangmandate verändern. 2024 hat der Gemeinderat in Burladingen 27 Mitglieder, 2019 waren es 28. Er besteht aus den gewählten ehrenamtlichen Gemeinderäten und dem Bürgermeister als Vorsitzendem. Der Bürgermeister ist im Gemeinderat stimmberechtigt.
Die Kommunalwahl am 9. Juni 2024 führte zu folgendem vorläufigen Endergebnis.
| Parteien und Wählergemeinschaften | Parteien und Wählergemeinschaften           | % 2024  | Sitze 2024 | % 2019 | Sitze 2019 | Kommunalwahl 2024 %50403020100 40,46 %30,11 %6,88 %22,55 % CDUFWGrüneAfDGewinne und Verlusteim Vergleich zu 2019 %p 10 8 6 4 2 0 −2 −4 −6 −8−10−0,24 %p+0,11 %p−8,12 %p+8,25 %pCDUFWGrüneAfD |
| CDU                               | Christlich Demokratische Union Deutschlands | 40,46   | 11         | 40,7   | 12         | Kommunalwahl 2024 %50403020100 40,46 %30,11 %6,88 %22,55 % CDUFWGrüneAfDGewinne und Verlusteim Vergleich zu 2019 %p 10 8 6 4 2 0 −2 −4 −6 −8−10−0,24 %p+0,11 %p−8,12 %p+8,25 %pCDUFWGrüneAfD |
| FW                                | Freie Wähler                                | 30,11   | 8          | 30,0   | 8          | Kommunalwahl 2024 %50403020100 40,46 %30,11 %6,88 %22,55 % CDUFWGrüneAfDGewinne und Verlusteim Vergleich zu 2019 %p 10 8 6 4 2 0 −2 −4 −6 −8−10−0,24 %p+0,11 %p−8,12 %p+8,25 %pCDUFWGrüneAfD |
| AfD                               | Alternative für Deutschland                 | 22,55   | 6          | 14,3   | 4          | Kommunalwahl 2024 %50403020100 40,46 %30,11 %6,88 %22,55 % CDUFWGrüneAfDGewinne und Verlusteim Vergleich zu 2019 %p 10 8 6 4 2 0 −2 −4 −6 −8−10−0,24 %p+0,11 %p−8,12 %p+8,25 %pCDUFWGrüneAfD |
| Grüne                             | Bündnis 90/Die Grünen                       | 6,88    | 2          | 15,0   | 4          | Kommunalwahl 2024 %50403020100 40,46 %30,11 %6,88 %22,55 % CDUFWGrüneAfDGewinne und Verlusteim Vergleich zu 2019 %p 10 8 6 4 2 0 −2 −4 −6 −8−10−0,24 %p+0,11 %p−8,12 %p+8,25 %pCDUFWGrüneAfD |
| gesamt                            | gesamt                                      | 100,0   | 27         | 100,0  | 28         | Kommunalwahl 2024 %50403020100 40,46 %30,11 %6,88 %22,55 % CDUFWGrüneAfDGewinne und Verlusteim Vergleich zu 2019 %p 10 8 6 4 2 0 −2 −4 −6 −8−10−0,24 %p+0,11 %p−8,12 %p+8,25 %pCDUFWGrüneAfD |
| Wahlbeteiligung                   | Wahlbeteiligung                             | 62,31 % | 62,31 %    | 58,5 % | 58,5 %     | Kommunalwahl 2024 %50403020100 40,46 %30,11 %6,88 %22,55 % CDUFWGrüneAfDGewinne und Verlusteim Vergleich zu 2019 %p 10 8 6 4 2 0 −2 −4 −6 −8−10−0,24 %p+0,11 %p−8,12 %p+8,25 %pCDUFWGrüneAfD |

### Bürgermeister
- 1875–1900: Josef Leibold (letzter Vogt)
- 1900–1909: Vitus Mauz (erster Bürgermeister)
- 1909–1922: Johann Müller
- 1922–1931: Fridolin Mauz
- 1932–1936: Leopold Bausinger (erster hauptamtlicher Bürgermeister)
- 1936–1937: Bruno Seemann (Amtsverweser als 1. Beigeordneter)
- 1937–1945: Heinrich Rettich
- 1945–1946: Josef Widmaier
- 1946–1948: Johann Graf
- 1948–1970: Heinrich Rettich
- 1970–1994: Peter Höhnle
- 1994–1999: Michael Beck
- 1999–2020: Harry Ebert
- seit 2020: Davide Licht

Der Bürgermeister wird für eine Amtszeit von acht Jahren gewählt.
Der frühere Polizeibeamte Harry Ebert war lange parteilos, kurzzeitig CDU-Mitglied dann bei den Freien Wählern, für die er auch eine Wahlperiode Mitglied des Kreistages des Zollernalbkreises. Er sah sich Ende Januar 2017 als AfD-nah. Anfang März 2018 trat er in die AfD ein, womit Burladingen zur ersten Stadt in Baden-Württemberg mit einem AfD-Bürgermeister wurde. Ende Mai 2020 beendete Ebert vorzeitig seine dritte Amtszeit, die eigentlich bis 2023 gedauert hätte, auf eigenen Wunsch.
Am 20. September 2020 wurde Davide Licht, der ab 2015 Ortsvorsteher von Altburg und Hirsau war, im ersten Wahlgang mit 92,1 % der Stimmen zum neuen Bürgermeister gewählt.

### Wappen
Die Blasonierung des Wappens lautet: „In Schwarz zwei schräg gekreuzte silberne Schlüssel (Bärte oben, nach außen gewendet).“

### Städtepartnerschaften
- Le Plessis-Trévise in Frankreich, formelle Partnerschaft seit 1988
- Ourém in Portugal, informelle Partnerschaft

### Raumplanung
Burladingen gehört zusammen mit Hechingen, Haigerloch, Bisingen, Rangendingen, Grosselfingen und Jungingen als Teil der Raumordnungs- und Planungsregion Neckar-Alb zum Mittelbereich Hechingen.

## Kultur und Sehenswürdigkeiten

### Tourismus

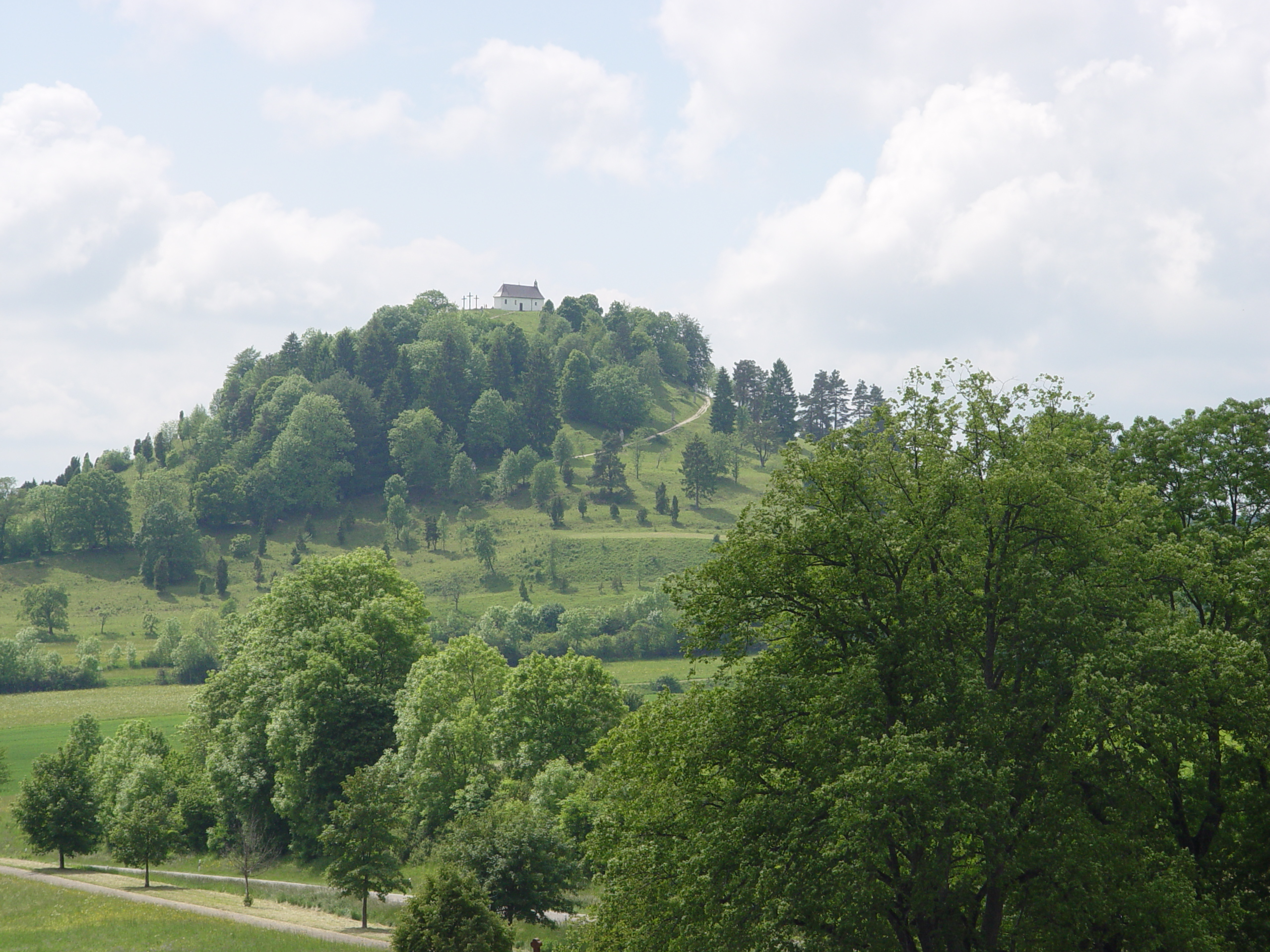
Kornbühl bei Salmendingen

Der Schwäbischen Albverein hat zahlreiche Wanderwege angelegt, ausgeschildert und ist bei der Erhaltung der Kulturlandschaft aktiv.
Der Ortsteil Salmendingen liegt an der Hohenzollernstraße. Die drei Burladinger Stadtteile Melchingen, Stetten unter Holstein und Hörschwag sind Teil der Ferienregion „Im Tal der Lauchert“. Bestimmte Wanderwege werden im Winter geräumt und sind auch für Kinderwagen, Rollstühle und Rollatoren geeignet.

### Sprache
Das Pleißne ist ein regionaler Soziolekt aus dem Hausierhandel im Burladinger Killertal, der zu den Dialekten des Rotwelschen gehört. Bis zur Motorisierung nach dem Zweiten Weltkrieg und dem damit einhergehenden Niedergang des Peitschenhandels diente es den Burladinger Händlern als Geheimsprache. Pleißne, das im Rahmen lokaler Traditionspflege weiter praktiziert wird, hat den Wortschatz der örtlichen Umgangssprache geprägt.

### Theater
- Theater Lindenhof in Melchingen

### Museen
- Deutsches Peitschenmuseum in Killer
- Dorfmuseum in Melchingen
- Heimatmuseum in Hausen im Killertal

### Gräber
- Familiengrabstätte, Grab von Josef Reinhard (Denkmal seit 2012).[25][26]
- Grabstätte der Familie Grupp, rund 600 m² groß.[27]

### Bauwerke

#### Profangebäude
- Die Ruine Lichtenstein liegt zwischen dem Stadtteil Gauselfingen und Neufra. Die Doppelburg, die sich in die Vorderlichtenstein, auch Bubenhofen genannt, sowie die Hinterlichtenstein gliedert, war Herrschaftssitz der Herren zu Lichtenstein.
- Die Walzmühle der Schwestern Marie und Klara Walz wurde durch eine SWR-Reportage bekannt.

#### Kirchen

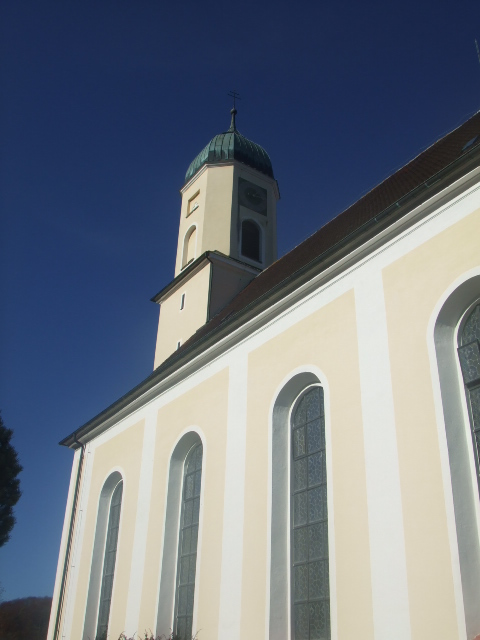
Salmendingen, Pfarrkirche St. Michael

- Die Kirche St. Georg am Rand des alten Ortskerns von Burladingen. Gegründet im 8. Jahrhundert n. Chr., diente sie bis 1933/34 als Pfarrkirche. Nach Übergang der Pfarrrechte an die neu erbaute, größere Kirche St. Fidelis wird St. Georg teils als Kirche, teils als Ort für kulturelle Veranstaltungen genutzt. Im Kircheninneren fand anlässlich einer umfassenden Renovierung 1982 auch eine archäologische Ausgrabung statt, welche die Gründungs- und Baugeschichte der Kirche erschloss.[28]
- Die Salmendinger St.-Anna-Kapelle wurde am 28. September 1507 erstmals urkundlich erwähnt. Der Renaissance-Altar stammt aus dem 17. Jahrhundert. Sie liegt auf dem 886 Meter hohen Kornbühl zwischen Salmendingen und Ringingen, hinauf führt ein Kreuzweg mit 14 Stationen. Die drei mächtigen Holzkreuze vor der Kapelle symbolisieren den Kalvarienberg.
- Die Pfarrkirche St. Michael in Salmendingen beherbergt u. a. zwei Altargemälde von Franz Joseph Spiegler.

### Sport
Der Burladinger Bike Park mit verschiedenen Trails befindet sich am Burladinger Skilift.
Das Skigebiet Burladingen-Salmendingen bietet den Ghaiberg-Lift, einen Großlift mit 750 Meter Länge, und einen Übungslift. Es sind drei verschiedene mit Flutlicht ausgestattete Abfahrten möglich. Für Langläufer gibt es die fünf Kilometer lange, gut präparierte Ghaibergloipe und die sechs Kilometer lange Kornbühlloipe.

## Wirtschaft und Infrastruktur

### Wirtschaft
Im Burladinger Killertal fand die Bevölkerung einen besonderen Weg, um mit der extremen wirtschaftlichen Not, wie sie auch hier im 18. und 19. Jahrhundert herrschte, fertig zu werden: Direktvermarktung im Hausierhandel.
Im 20. Jahrhundert wurden Burladingen und der heutige Stadtteil Gauselfingen von der Textilindustrie dominiert. Bedingt durch den Strukturwandel in der Branche ist ein Großteil der Arbeitsplätze in diesem Bereich weggefallen. Bundesweit bekannt ist dagegen Trigema, der letzte verbliebene große Textilbetrieb, der auch am Ort produziert.
Inzwischen sind im Stadtgebiet vor allem kleinere und mittlere Metallbaubetriebe ansässig.

### Verkehr

#### Straßenverkehr
Burladingen liegt an der B 32 Hechingen–Sigmaringen–Lindenberg im Allgäu. Die Stadt ist 16 Kilometer von der hier meist als Schnellstraße ausgebauten Bundesstraße 27 und 38 Kilometer von der Bundesautobahn 81 entfernt.

#### Bus- und Bahnverkehr
Die Hohenzollernbahn (ZAB 2) Hechingen–Burladingen–Gammertingen–(Sigmaringen) der Hohenzollerischen Landesbahn führt durch die Stadt.
| Liniennummer | Betreiber                      | Streckenverlauf |
| Buslinie 3   | Hohenzollerische Landesbahn AG | Burladingen – Gauselfingen – Ebingen |
| Buslinie 5   | Hohenzollerische Landesbahn AG | Burladingen – Stetten – Melchingen – Salmendingen – Ringingen – Burladingen |
| Buslinie 7   | Hohenzollerische Landesbahn AG | Stadtverkehr Burladingen (Burladingen Bahnhof – Alemannenstraße – Stettener Straße – Fehlabrücke – Hermannsdorfer Str. – Rathaus – Josengasse – Im Wasen – Schulzentrum – Ambrosius-Heim-Str. – Reuteweg – Hirschaustraße – Jahnstraße – Blumenstetter Str. – Uhlandstraße – Wilhelm-Hauff-Straße – Mörikeweg – Panoramastraße – Delisbergweg – Sonnenhalde – Zollerstraße – Saalbau – Ambrosius-Heim-Str. – Schulzentrum – Im Wasen – Josengasse – Hermannsdorfer Str. – Fehlabrücke – Stettener Straße – Alemannenstraße – Burladingen Bahnhof) |

#### Öffentlicher Nahverkehr
Der Öffentliche Nahverkehr wird durch den Verkehrsverbund Neckar-Alb-Donau (NALDO) gewährleistet. Die Stadt befindet sich in der Wabe 333. Für die Kernstadt selbst gilt der Stadttarif 33.

#### Radverkehr
Von Neufra kommend durch Gauselfingen, die Burladinger Kernstadt sowie durch Hausen, Starzeln und Killer Richtung Jungingen verläuft der Hohenzollern-Radweg. Insgesamt führt er vom Bodensee über die hohenzollerischen Städte Sigmaringen und Hechingen und über Rottenburg am Neckar und Esslingen nach Weinstadt im Rems-Murr-Kreis. 
Von Albstadt-Onstmettingen kommend durch Hausen, Starzeln, Killer, Ringingen, Salmendingen und Melchingen in Richtung Sonnenbühl verläuft der Schwäbische-Alb-Radweg. Er führt über die ganze Schwäbische Alb vom Bodensee über Tuttlingen, Balingen, Münsingen und Heidenheim nach Donauwörth.

## Persönlichkeiten

### Söhne und Töchter der Stadt
- Sebastian Emele (1825–1893), geboren in Melchingen, badischer Oberamtmann
- Alois Hauser (1831–1909), Restaurator
- Johann Evangelist Maier (1833–1899), geboren in Hörschwag, Reichstags- und Landtagsabgeordneter der Zentrumspartei
- Johann Adam Kraus (1904–1992), geboren in Ringingen, Pfarrer und Heimatforscher
- Fidel Rädle (1935–2021), Mediävist
- Wolfgang Grupp (* 1942), Unternehmer und Ehrenbürger der Stadt[37]
- Fritz Steimer (* 1947), geboren in Hausen im Killertal, Professor für Digitale Medien

### Weitere Persönlichkeiten
- Franz Grupp (1905–2003), Manager und Inhaber der heutigen Firma Trigema